# Copacabana (pel·lícula de 1947)
Copacabana és una pel·lícula estatunidenca dirigida per Alfred E. Green i protagonitzada per Groucho Marx i Carmen Miranda.

## Argument
A Nova York, Lionel P. Devereaux (Groucho Marx) i la seva nòvia Carmen Novarro (Carmen Miranda) tenen 24 hores per pagar una factura d'hotel. Lionel, fent-se passar per un agent teatral, convenç el productor Steve Hunt (Steve Cochran) per fer una prova de Carmen al Club Copacabana. Quan el productor li pregunta si no té altres artistes amb contracte, diu que portarà mademoiselle Fifi de París, és a dir, la mateixa Carmen Novarro en un paper doble. El productor contracta dues cantants. Fifi és molt reeixida i un productor de Hollywood tracta de contractar-la. La confusió sorgida entre les dues cantants fa girar la història fins que Lionel inventa una baralla i diu que ha trobat Fifi morta al riu. Durant l'interrogatori, Lionel confessa que es va inventar Fifi. Quan apareix Carmen, es descobreix que ella i Fifi eren la mateixa persona. Un productor de Hollywood està interessat en la contractació de la cantant i en fa una pel·lícula de la història, on Lionel rebrà tots els crèdits. La pel·lícula comença amb una cançó sobre el Club Copacabana

## Repartiment
- Groucho Marx: Lionel Q. Devereaux
- Carmen Miranda: Carmen Novarro i Mademoiselle Fifi
- Steve Cochran: Steve Hunt
- Andy Russell: representant ell mateix
- Gloria Jean: Anne Stuart
- Abel Green: representant ell mateix, editor de Variety
- Louis Sobol: representant ell mateix, columnista
- Earl Wilson: representant ell mateix, columnista
- Ralph Sanford: Liggett